# Baeus mirandus
Baeus mirandus är en stekelart som beskrevs av Kononova 1999. Baeus mirandus ingår i släktet Baeus och familjen Scelionidae. Inga underarter finns listade.